# 22nd Regiment of Light Dragoons (1794–1802)
Das 22nd Regiment of (Light) Dragoons war ein Kavallerieregiment der britischen Armee, das von 1794 bis 1802 bestand.

## Geschichte
Während der Ersten Koalitionskriegs wurde das Regiment am 24. Februar 1794 von Major-General William Feilding, Viscount Feilding, dem ältesten Sohn des 6. Earl of Denbigh, aufgestellt.
Das Regiment wurde 1798 zur Unterdrückung der Rebellion in Irland eingesetzt.
Während des Zweiten Koalitionskrieges nahm insbesondere 1801 am Feldzug nach Ägypten teil und wurde dafür mit der Battle Honour Egypt in einem Sphinx-Abzeichen ausgezeichnet.
Nach Ende des Zweiten Koalitionskrieges durch den Frieden von Amiens wurde das Regiment 1802 in England aufgelöst.

## Regimental Colonels
Colonel of the Regiment waren:
- 1794–1799: Major-General William Feilding, Viscount Feilding (1760–1799)
- 1799–1802: General Thomas Garth (1744–1829)